# Ammaraggio

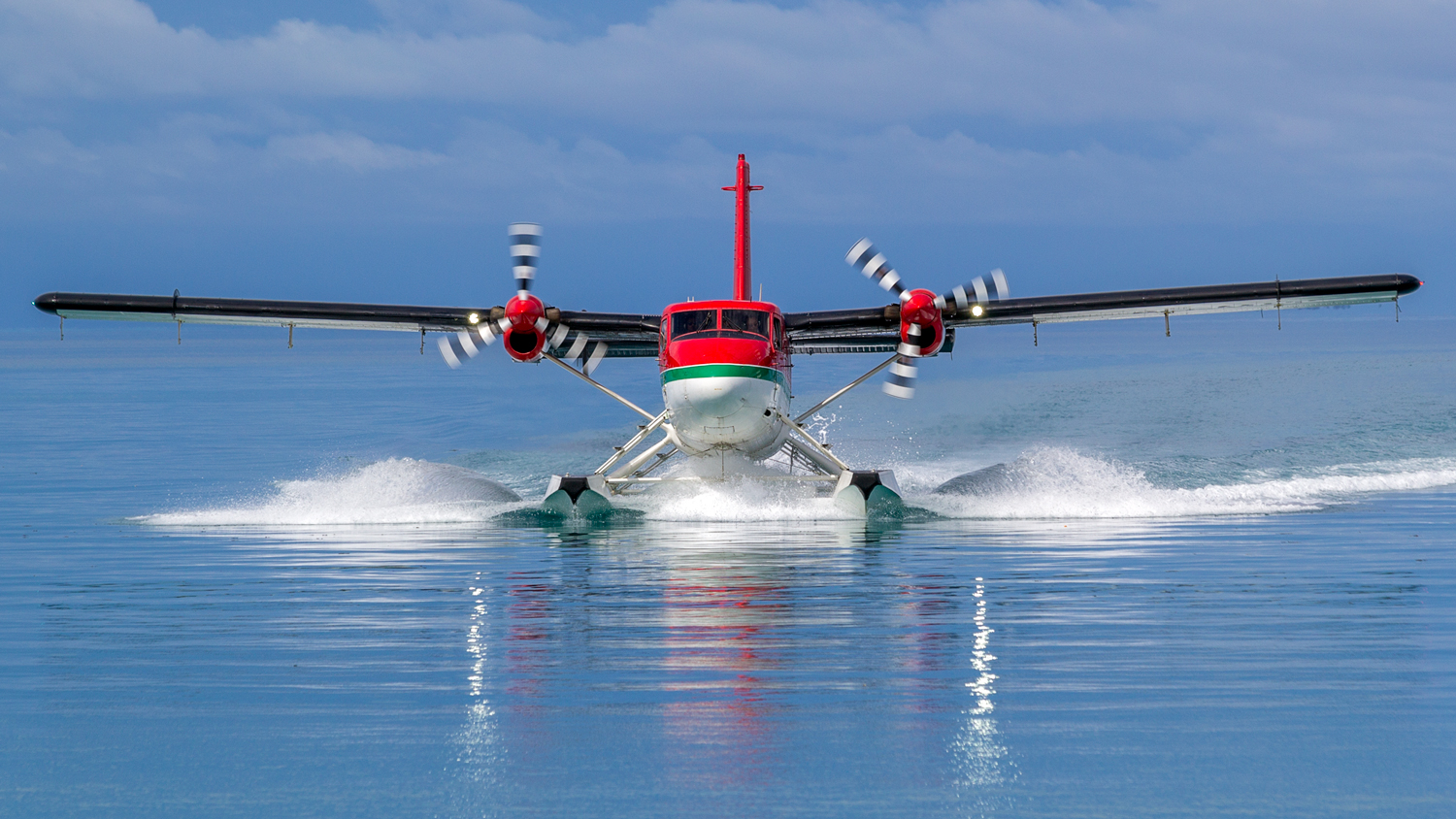
Un idrovolante Twin Otter in fase di ammaraggio

Un ammaraggio è, in senso ampio, qualunque atterraggio su una qualsiasi superficie d'acqua (come un fiume, un lago, un mare od oceano). Molti uccelli e alcuni velivoli di costruzione umana hanno tra le proprie capacità quella di atterrare sull'acqua.
Il termine "ammaraggio" è anche usato in modo eufemistico in relazione ad incidenti aerei in cui un velivolo non progettato per atterrare sull'acqua compie detta manovra. Un ammaraggio intenzionale di un velivolo in condizioni di emergenza ma in volo controllato ("ditching" in inglese) è un evento relativamente comune per piccoli apparecchi dell'aviazione generale e per aerei militari, ma è estremamente raro nel caso di voli dell'aviazione commerciale.

## Velivoli progettati per l'ammaraggio

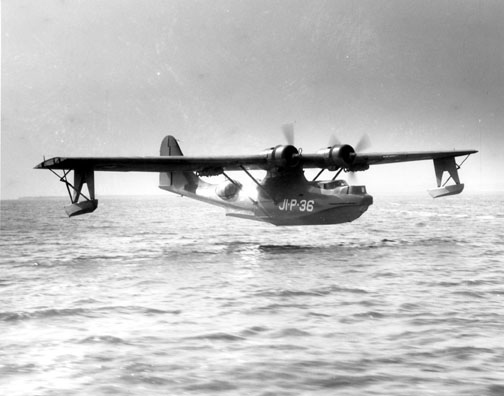
Un idrovolante PBY Catalina in fase di ammaraggio

Gli idrovolanti, siano essi a scafo, a galleggianti o anfibi, sono progettati per decollare e atterrare sull'acqua. Negli idrovolanti a scafo, la manovra è facilitata dalla forma della parte inferiore della fusoliera, modellata in modo simile all'opera viva di un motoscafo; la stessa fusoliera assicura anche il galleggiamento, mentre possono essere previsti dei galleggianti di dimensioni ridotte, fissi o mobili e solitamente sorretti alle ali, per assicurare la necessaria stabilità laterale. Negli idrovolanti a galleggianti entrambe le funzioni sono assolte da due galleggianti di grandi dimensioni, distanziati tra loro e posti sotto la fusoliera e ad una certa distanza dalla stessa. Entrambe le tipologie di idrovolanti possono avere capacità anfibie, ossia essere in grado di decollare e atterrare anche da normali piste di atterraggio. 
La disponibilità di piste di dimensioni adeguate è stato a lungo un limite alle dimensioni e al peso dei velivoli, mentre la capacità degli stessi di operare indipendentemente dalla presenza di strutture attrezzate fa sì che gli idrovolanti rimangano un utile mezzo di trasporto per laghi ed altre località remote. La loro capacità di galleggiare sull'acqua li rende altresì preziosi nelle operazioni di salvataggio in mare e quali mezzi antincendio. Un notevole svantaggio dal dover condurre le operazioni di atterraggio e decollo dall'acqua è la presenza pericolosa di onde. Inoltre, la particolare forma degli idrovolanti fa sì che siano in qualche misura compromesse l'efficienza aerodinamica e la velocità.

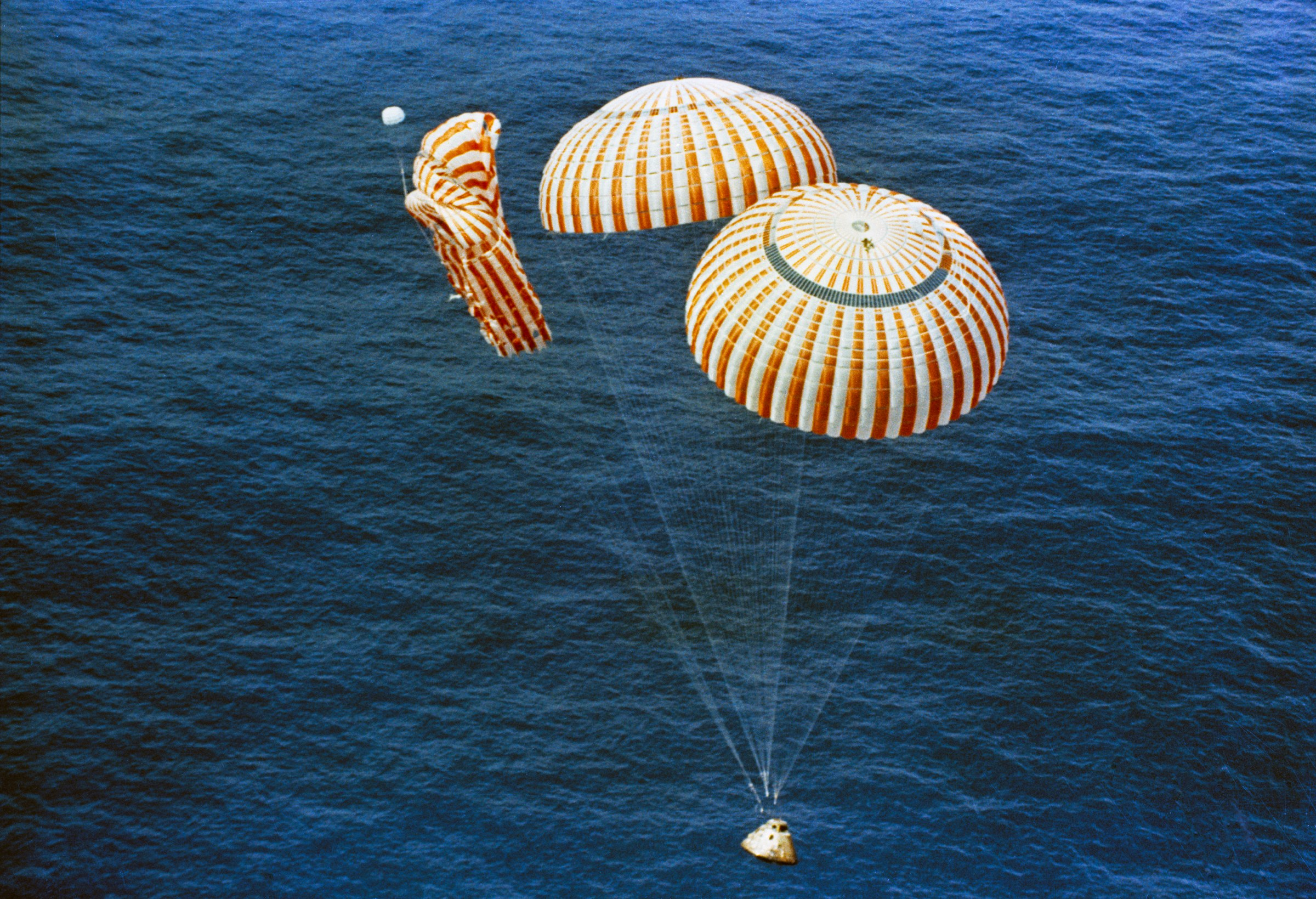
La capsula Apollo 15 in discesa, sostenuta da alcuni paracadute

I primi velivoli spaziali guidati lanciati dagli Stati Uniti d'America erano progettati per atterrare in acqua a velocità controllata (cosiddetto splashdown). La capsula scendeva fino alla superficie del mare sostenuta da alcuni paracadute ed arrestava la propria discesa, praticamente verticale, in acqua; l'impatto era violento ma non tanto da creare lesioni gravi agli occupanti. La scelta di concludere la missione spaziale in acqua dipendeva dal fatto che questo metodo di rientro faceva divenire non necessari razzi di frenata, pur esponendo l'equipaggio ad un rischio, sia pure remoto, di affogare o di affondare con l'intera capsula. Il più moderno Space Shuttle, dotato di ali e carrello, atterrava su una pista di atterraggio.

## Ammaraggio d'emergenza
Sebbene estremamente rari nell'aviazione commerciale, gli ammaraggi sono relativamente comuni tra i piccoli velivoli (aerei ed elicotteri). Secondo i dati forniti dalla Guardia costiera degli Stati Uniti, tra elicotteri e velivoli ad ala fissa, sia civili che militari, nelle sole acque statunitensi avviene all'incirca un ammaraggio ogni giorno.

### Aviazione generale
L'Aviazione generale include tutti i voli al di fuori delle operazioni di volo militari e commerciali (voli di linea). Questa classificazione include piccoli velivoli (es. aerei da addestramento, da turismo, deltaplani, elicotteri e velivoli aziendali). L'aviazione generale ha il più alto tasso di incidenti nell'aviazione, con 16 morti ogni milione di ore di volo, comparati ai 0.74 morti per milione di ore di volo per i voli commerciali (in Europa e Nord America) .
Tra questi incidenti, un numero consistente sono classificabili come ammaraggi di emergenza, specie in zone dove gli aerei dell'aviazione generale sono usati per piccoli spostamenti tra isole o regioni costiere non altrimenti raggiungibili (Canada, Paesi scandinavi, ecc.)

### Aviazione commerciale
Nei voli commerciali (di linea e charter) l'eventualità di un ammaraggio è estremamente remota. La FAA, ente di certificazione Statunitense, non richiede neanche che i piloti di linea siano addestrati ad un ammaraggio, regolando invece la distanza massima (in termini di ore di volo) che deve esserci tra un aereo in volo ed un aeroporto idoneo all'atterraggio. Ciò nonostante, quasi tutti gli aerei commerciali sono equipaggiati con salvagenti e zattere di salvataggio per l'ipotesi di un ammaraggio, e le modalità di utilizzo di questi apparati sono quotidianamente illustrate ai passeggeri prima di ogni volo. Mentre ci sono stati alcuni ammaraggi coronati da 'successo' (con superstiti) da parte di aerei relativamente piccoli e ad elica, si discute ancora sulla utilità di dette previsioni. Alcuni aerei, come quelli costruiti dalla Airbus, prevedono degli accorgimenti tecnici pensati per un eventuale ammaraggio di emergenza. Nella cabina di pilotaggio è presente l'interruttore "ditching" che chiude tutte le valvole e le aperture poste al di sotto della linea di galleggiamento dell'aeromobile al fine di rallentare l'ingresso dell'acqua nella fusoliera.
Nel dicembre 2002 The Economist ha citato un esperto secondo il quale "nessun grande aereo di linea ha mai effettuato un atterraggio di emergenza sull'acqua" in un articolo che si spinge a sostenere che "i salvagente ... non hanno altro scopo se non quello di far star tranquilli i passeggeri".
Esempi di ammaraggi con superstiti:
- Il 15 gennaio 2009, il volo US Airways 1549 (un Airbus A320) con destinazione Charlotte è ammarato sul fiume Hudson al largo di Manhattan tutti i 150 passeggeri e i 5 membri dell'equipaggio sono sopravvissuti. Durante il decollo, avvenuto poco prima dall'aeroporto LaGuardia di New York, a causa dell'impatto con uno stormo di oche, c'è stata un'avaria ad entrambi i motori e in pochi istanti il comandante ha dovuto prendere la difficile decisione di eseguire un atterraggio di emergenza sul fiume. Data la vicinanza alla città le operazioni di soccorso sono state tempestive e i passeggeri sono stati messi in salvo.
- Il 6 agosto 2005, il volo Volo Tuninter 1153 (un ATR 72) è ammarato a nord della costa siciliana dopo aver esaurito il carburante. Delle 39 persone a bordo, 20 sono sopravvissute. L'aereo si ruppe in tre tronconi principali.
- Nel 2002, il volo Garuda Indonesia 421 (un Boeing 737) è ammarato nel fiume Bengawan Solo vicino Yogyakarta, isola di Giava dopo lo spegnimento di entrambi i motori in condizioni meteorologiche particolarmente avverse (pioggia forte e grandine). I piloti provarono a riaccendere i motori più volte prima di decidere di ammarare. Su sessanta persone a bordo, solo un'assistente di volo rimase uccisa.[4] Le fotografie scattate immediatamente dopo l'evacuazione dell'aereo mostrano che lo stesso si è fermato in acqua alta non più di un metro.[5]
- Nel 1996, il volo Ethiopian Airlines 961 (un Boeing 767-200ER) è ammarato a circa 500 metri dalla riva dopo essere stato dirottato ed aver esaurito il carburante. Impossibilitato, a causa dello spegnimento di tutti i motori, ad utilizzare i flap, ha toccato l'acqua ad alta velocità, toccando la superficie prima con l'estremità alare sinistra, ribaltandosi e rompendosi in più tronconi. All'esito dell'incidente sembra aver contribuito la lotta tra l'equipaggio e i terrorizzati dirottatori sviluppatasi pochi secondi prima dell'impatto, che è stata all'origine del rollio dell'aereo verso sinistra e del successivo catastrofico ammaraggio, Delle 175 persone a bordo, solo 52 sopravvissero. Molti passeggeri annegarono nella cabina dopo essere rimasti intrappolati per aver gonfiato il proprio salvagente all'interno dell'aereo.
- Nel 1963 un volo dell'Aeroflot (un Tupolev Tu-124) ammarò nel fiume Neva dopo aver esaurito il carburante. L'aereo, intatto, rimase a galla e fu rimorchiato a riva; tutti i 52 occupanti sopravvissero e non riportarono lesioni.[6]

### Precipitare sull'acqua
C'è una evidente distinzione tra un ammaraggio controllato (che è comunque una manovra di emergenza) e uno schianto non controllato con l'acqua. Quest'ultimo può portare alla distruzione dell'aereo, analogamente a quanto può accadere in un impatto contro il suolo.

## Tecnica di ammaraggio
Come già detto, l'ammaraggio non è una manovra praticata dai piloti durante l'addestramento, né sui simulatori né (ovviamente) dal vivo. I costruttori di aeromobili (principalmente, per gli aerei dell'aviazione commerciale, Boeing e Airbus), pur affermando che i propri aeroplani sono in grado di compiere un ammaraggio di emergenza, non sono in grado di dimostrare una tale manovra, né sono tenuti a farlo in fase di certificazione.
Nel caso di un ammaraggio forzato, il pilota è comunque istruito a ridurre la velocità in modo che sia di poco superiore alla velocità di stallo con tutti gli ipersostentatori estratti e di toccare la superficie dell'acqua con la parte posteriore della fusoliera (l'aereo deve cioè avere un assetto cabrato, leggermente maggiore che in un normale atterraggio) mantenendo le ali perfettamente livellate. Il carrello non deve essere estratto, sia per rallentare l'inevitabile entrata d'acqua nella fusoliera, sia per evitare che l'ingresso in acqua del carrello comporti movimenti non controllati dell'aereo con il suo conseguente schianto.
L'eventualità che la fusoliera di un grande aereo di linea rimanga integra in una manovra del genere è evidentemente remota, ma ciò non implica comunque che l'incidente comporti la morte di tutti gli occupanti.